# Palmarés da Team Bonitas
A equipa ciclista profissional sul-africana Team Bonitas, tem tido nos últimos anos as seguintes vitórias:

## Team Bonitas

### 2011

#### Circuitos Continentais da UCI
| Datas           | Circuito                     | Carreira                           | Ganhador     |
| 25 de fevereiro | UCI Africa Tour de 2010-2011 | 6.ª etapa do Tour da África do Sul | Darren Lill  |
| 25 de março     | UCI Africa Tour de 2010-2011 | 1.ª etapa da Volta a Marrocos      | Johann Rabie |

#### Campeonatos nacionais
| Datas          | Carreiras                              | Ganhador    |
| 5 de fevereiro | Campeonato da África do Sul em Estrada | Darren Lill |

### 2012

#### Circuitos Continentais da UCI
| Datas          | Circuito                     | Carreira                    | Ganhador    |
| 20 de novembro | UCI Africa Tour de 2012-2013 | 3.ª etapa do Tour de Ruanda | Darren Lill |
| 24 de novembro | UCI Africa Tour de 2012-2013 | 7.ª etapa do Tour de Ruanda | Darren Lill |
| 25 de novembro | UCI Africa Tour de 2012-2013 | Tour de Ruanda              | Darren Lill |